# Scyliorhinus comoroensis
Scyliorhinus comoroensis е вид хрущялна риба от семейство Scyliorhinidae.

## Разпространение
Видът е разпространен в Коморски острови.